# Deutsche Dreiband-Meisterschaft 1939

Veranstaltungsort: Berlin

Die Deutsche Dreiband-Meisterschaft 1939 (DDM) war die zehnte Ausgabe dieser Turnierserie und fand vom 19. bis 23. März in Berlin statt.

## Geschichte
Die Teilnehmerzahl stieg zum ersten Mal auf zehn Spieler. Es war die letzte Meisterschaft vor Kriegsbeginn. Aufgrund der Annektierung Österreichs konnte Franz Engl aus Wien an dem Turnier teilnehmen. Die nationalsozialistische Sportpolitik hatte weitere Auswirkungen. So konnte der beste Deutsche Dreibandspieler, August Tiedtke, nicht starten, weil er am 8. Februar 1939 für zwei Jahre „wegen seines eines Deutschen Amateurs unwürdigen und die Belange des Verbandesschädigenden Verhaltens in Buenos Aires … und wegen grober Verstöße gegen die Sport- und Verbandsdisziplin“ vom DABV gesperrt wurde. Veranlasst wurde dies vom Reichssportführer Hans von Tschammer und Osten (Näheres dazu siehe Artikel A. Tiedtke)
Ernst Rudolph, Vater von Christian Rudolph, nahm zum ersten Mal teil und war gleich erfolgreich. Jedoch musste er bis 1955 warten, um erneut oben auf dem Siegertreppchen stehen zu können, da Tiedtke in den Folgejahren zu überlegen war. Unshelm hatte diesmal nicht das Glück des besseren Generaldurchschnitts (GD) wie 1935 und 1938 und erreichte trotz Punktegleichstand diesmal nur den vierten Platz. Auch er musste sich in den Folgejahren Tiedtkes Spielstärke beugen, konnte ihn aber 1941 noch einmal schlagen und den Sieg erringen. Stärkster Spieler war jedoch der Zweitplatzierte Willy Pesch. Er konnte alle drei Turnierrekorde für sich verbuchen, wenngleich er sich den Rekord der Höchstserie (HS) von acht Punkten mit Georg Berrisch teilen musste. Auch zum ersten Mal nahm Albin Lischke (* 19. Januar 1890) aus Berlin teil. Lischke verunglückte am 29. Oktober 1939 tödlich.

## Modus
Es wurde in zwei Gruppen zu je fünf Spielern „Jeder gegen Jeden“ (Round Robin) bis 50 Punkte mit Nachstoß gespielt. Acht Spieler kamen in die Finalrunde, ebenfalls im Round-Robin-Modus. Die in der Vorrunde gespielten Ergebnisse wurden in die Endrunde übernommen, wobei die Partien gegen die ausgeschiedenen Spieler nicht für das Endklassement zählten.

## Vorrunde
| Gruppe A | Gruppe A                        | Gruppe A | Gruppe A | Gruppe A | Gruppe A | Gruppe A | Gruppe A |
| Platz    | Name                            | MP       | Pkt.     | Aufn.    | GD       | BED      | HS       |
| -------- | ------------------------------- | -------- | -------- | -------- | -------- | -------- | -------- |
| 1        | Willy Pesch (Köln)              | 6:2      | 197      | 306      | 0,643    | 0,793    | 8        |
| 2        | Georg Berrisch (Essen)          | 6:2      | 198      | 326      | 0,607    | 0,793    | 8        |
| 3        | Franz Hahn (Düsseldorf)         | 4:4      | 176      | 389      | 0,452    | 0,588    | 4        |
| 4        | Fritz Rautenbach (W.-Elberfeld) | 2:6      | 169      | 370      | 0,456    | 0,505    | 6        |
| 5        | Albin Lischke (Berlin)          | 2:6      | 155      | 371      | 0,417    | 0,431    | 5        |

| Gruppe B | Gruppe B                      | Gruppe B | Gruppe B | Gruppe B | Gruppe B | Gruppe B | Gruppe B |
| Platz    | Name                          | MP       | Pkt.     | Aufn.    | GD       | BED      | HS       |
| -------- | ----------------------------- | -------- | -------- | -------- | -------- | -------- | -------- |
| 1        | Ernst Rudolph (Essen)         | 8:0      | 200      | 318      | 0,628    | 0,862    | 5        |
| 2        | Otto Unshelm (Magdeburg)      | 4:4      | 179      | 346      | 0,517    | 0,588    | 4        |
| 3        | Franz Engl (Wien)             | 4:4      | 188      | 366      | 0,513    | 0,595    | 6        |
| 4        | Wilhelm Hinsch (Dresden)      | 2:6      | 169      | 327      | 0,516    | 0,568    | 6        |
| 5        | Gerd Thielens (Gelsenkirchen) | 2:6      | 176      | 369      | 0,476    | 0,561    | 7        |

## Endrunde
| Spiele der Endrunde | Spiele der Endrunde             | Spiele der Endrunde | Spiele der Endrunde | Spiele der Endrunde | Spiele der Endrunde | Spiele der Endrunde | Spiele der Endrunde |
| Platz               | Name                            | MP                  | Pkt.                | Aufn.               | GD                  | BED                 | HS                  |
| ------------------- | ------------------------------- | ------------------- | ------------------- | ------------------- | ------------------- | ------------------- | ------------------- |
| 1                   | Willy Pesch (Köln)              | 6:2                 | 199                 | 264                 | 0,753               | 0,909               | 7                   |
| 2                   | Otto Unshelm (Magdeburg)        | 6:2                 | 197                 | 361                 | 0,545               | 0,625               | 4                   |
| 3                   | Ernst Rudolph (Essen)           | 6:2                 | 191                 | 350                 | 0,545               | 0,657               | 6                   |
| 4                   | Georg Berrisch (Essen)          | 4:4                 | 188                 | 332                 | 0,566               | 0,617               | 4                   |
| 5                   | Franz Engl (Wien)               | 4:4                 | 165                 | 337                 | 0,489               | 0,649               | 4                   |
| 6                   | Fritz Rautenbach (W.-Elberfeld) | 4:4                 | 184                 | 435                 | 0,422               | 0,450               | 4                   |
| 7                   | Franz Hahn (Düsseldorf)         | 2:6                 | 164                 | 393                 | 0,417               | 0,467               | 5                   |
| 8                   | Wilhelm Hinsch (Dresden)        | 0:8                 | 153                 | 366                 | 0,418               | -                   | 4                   |

## Abschlusstabelle
| MP    | Match Points (Sieger = 2; Unentschieden = 1; Verlierer = 0) |
| Pkte. | Erzielte Karambolagen                                       |
| Aufn. | Benötigte Versuche                                          |
| GD    | Generaldurchschnitt                                         |
| BED   | Bester Einzeldurchschnitt eines Spielers                    |
| HS    | Höchstserie                                                 |
|       | Bester GD des Turniers                                      |
|       | Bester ED des Turniers                                      |
|       | Beste HS des Turniers                                       |
|       | 1. Platz (Gold)                                             |
|       | 2. Platz (Silber)                                           |
|       | 3. Platz (Bronze)                                           |

| 1                          | Ernst Rudolph (Essen)           | 12:2 | 341 | 579 | 0,588 | 0,862 | 6 |
| 2                          | Willy Pesch (Köln)              | 10:4 | 346 | 507 | 0,682 | 0,909 | 8 |
| 3                          | Georg Berrisch (Essen)          | 8:6  | 386 | 565 | 0,594 | 0,793 | 8 |
| 4                          | Otto Unshelm (Magdeburg)        | 8:6  | 326 | 604 | 0,539 | 0,625 | 4 |
| 5                          | Franz Engl (Wien)               | 8:6  | 305 | 614 | 0,496 | 0,649 | 5 |
| 6                          | Franz Hahn (Düsseldorf)         | 6:8  | 293 | 656 | 0,446 | 0,588 | 5 |
| 7                          | Fritz Rautenbach (W.-Elberfeld) | 4:10 | 303 | 706 | 0,429 | 0,450 | 6 |
| 8                          | Wilhelm Hinsch (Dresden)        | 0:14 | 272 | 605 | 0,449 | –     | 6 |
| 9                          | Gerd Thielens (Gelsenkirchen)   | 2:6  | 176 | 369 | 0,476 | 0,561 | 7 |
| 10                         | Albin Lischke (Berlin)          | 2:6  | 155 | 371 | 0,417 | 0,431 | 5 |
| Turnierdurchschnitt: 0,514 |                                 |      |     |     |       |       |   |